# Три Брата (острова, Охотское море)
Три Брата — группа островков (скал) около мыса Восточного (полуостров Старицкого) в Тауйской губе Охотского моря. Острова вытянулись цепочкой в километре от берега. Высшая точка 75 метров. Входят в состав муниципального образования город Магадан. Состоят из трёх относительно обособленных скал — Младший Брат, Средний Брат и Старший Брат.
На островках гнездятся множество морских птиц, в особенности чайки и топорки.

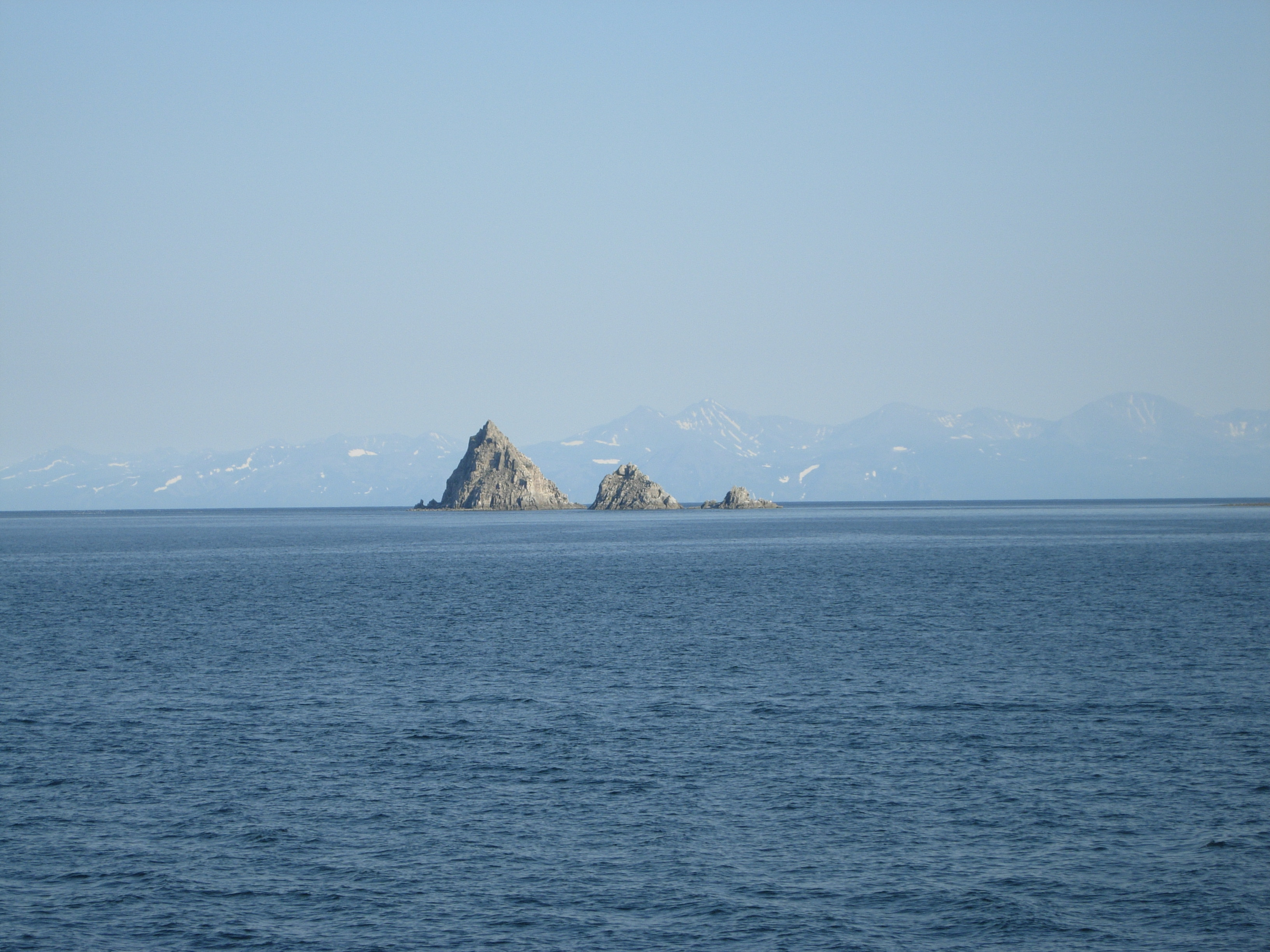